# Ateliers Auto-Mécanique PM
Ateliers Auto-Mécanique PM war ein belgischer Hersteller von Automobilen.

## Unternehmensgeschichte
Das Unternehmen hatte seinen Sitz in Sclessin bei Lüttich. Gründer war Pierre Mullejans, Präsident Pierre Malherbe, sodass das PM in der Firma für beide Personen stehen konnte. Im Dezember 1921 stellte das Unternehmen auf dem Salon in Brüssel sein erstes Modell vor. Der Markenname lautete PM. Es bestand eine Verbindung zum britischen Automobilhersteller Carrow Cars. Anfangs entstanden etwa 50 Fahrzeuge pro Jahr. 1927 wurde die Produktion eingestellt, 1929 oder 1930 ging das Unternehmen in Liquidation.

## Fahrzeuge
Das erste Modell Type D war mit einem Vierzylindermotor mit 1821 cm³ Hubraum und 22 PS ausgestattet. Carrow Cars verwendete in ihrem Modell 11.9 hp den gleichen Motor. 1924 erschien das Nachfolgemodell Typ F, dessen Vierzylindermotor vermutlich von CIME stammte und 1496 cm³ Hubraum hatte.